# Квантовая яма

Квантовая яма. Схема гетероструктуры нанометровой длины в которой наблюдаются квантовые эффекты.

Квантовая яма — узкая потенциальная яма, которая ограничивает возможность движения частиц с трех до двух измерений, тем самым заставляя их перемещаться в плоском слое. Является двумерной (англ. two-dimensional, 2D) системой. Квантово-размерные эффекты проявляют себя, когда ширина ямы становится сравнимой с длиной волны де Бройля частиц (обычно электронов или дырок), и приводят к появлению энергетических подзон размерного квантования. 
Энергия {\displaystyle E} частицы в яме может быть представлена как сумма {\displaystyle E_{z}+E_{xy}} энергии движения в направлении квантования ({\displaystyle z} на рис.) и свободного движения в перпендикулярной плоскости ({\displaystyle xy} на рис.). При этом {\displaystyle E_{z}} принимает только дискретные значения, равные энергии {\displaystyle E_{n}} дна какой-то из подзон, а на {\displaystyle E_{xy}} ограничений нет.  
Квантовой ямой иногда называют систему с ограничением движения не только по одному, но и по двум или по трём декартовым координатам — с уточнением (по числу свободных направлений): «двумерная» (2D), «одномерная» (1D) или «нульмерная» (0D) яма. Но чаще в последних случаях используются термины «квантовый провод» (1D) и «квантовая точка» (0D).

## Создание квантовых ям

Пример сочетания материалов, при котором в тонком среднем слое образуется яма и для электронов, и для дырок

Зонная диаграмма структуры с квантовой ямой. Красными линиями схематично показан вид волновых функций.

Один из наиболее распространённых способов формирования квантовых ям в современных условиях — последовательное нанесение слоёв A—B—A полупроводниковых материалов, где материал B таков, что либо край его зоны проводимости лежит ниже края зоны проводимости материала A, либо край валентной зоны В лежит выше края валентной зоны А, либо и то и другое. Толщина слоя B обычно составляет несколько нанометров.

## Оценка энергий подзон
Энергию дна каждой из подзон размерного квантования можно приблизительно оценить с помощью выражения:
{\displaystyle E_{n}={\frac {\hbar ^{2}}{2m^{*}}}\left({\frac {\pi n}{d}}\right)^{2}},
где {\displaystyle n} — номер подзоны размерного квантования, {\displaystyle m^{*}} — эффективная масса соответствующей квазичастицы, {\displaystyle d} — ширина квантовой ямы. Формула справедлива только тогда, когда энергия меньше, чем глубина ямы.
Для очень глубокой ямы (в пределе — для прямоугольной ямы с бесконечными стенками) эта формула даёт точные значения энергий {\displaystyle E_{n}}. На практике, хотя ямы нередко являются прямоугольными, высота их стенок конечна и составляет от долей эВ до нескольких эВ.
Если в яме находится достаточно большое число заряженных частиц, то они создают поле, искажающее профиль потенциала и значения энергий подзон. Для рассмотрения подобных ситуаций существует метод Хартри-Фока.

## Некоторые значимые свойства

Плотность состояний как функция энергии в трёхмерных системах и в случаях пониженной размерности. Для ямы (2D) — сплошная красная линия.

Из-за квазидвумерной природы в пределах одной подзоны размерного квантования плотность состояний не зависит от энергии, но, когда значение энергии превышает энергию дна следующей подзоны, плотность состояний резко возрастает, в отличие от корневой зависимости в случае трехмерных электронов.
Квантовая яма может оставаться пустой, а может быть наполненной электронами или дырками. Добавляя донорную примесь, можно получить двумерный электронный газ, обладающий интересными свойствами при низкой температуре. Одним из таких свойств является квантовый эффект Холла, наблюдаемый в сильных магнитных полях. Добавление же акцепторной примеси приведет к получению двумерного дырочного газа.
Распределение заряда по координате {\displaystyle z} зависит от вида волновых функций частиц в состояниях с энергиями {\displaystyle E_{n}}, а именно:
{\displaystyle \rho (z)=q\sum _{n}N_{s,n}|\psi _{n}(x)|^{2}},
здесь {\displaystyle q} — заряд электрона, {\displaystyle \psi _{n}(x)} — волновая функция электрона (м−1/2) в состоянии {\displaystyle E_{n}}, а {\displaystyle N_{s,n}} — двумерная концентрация электронов (м−2) в данном состоянии. Последняя рассчитывается как
{\displaystyle N_{s,n}={\frac {m^{*}kT}{\pi \hbar ^{2}}}\ln \left(1+\exp {\frac {E_{F}-E_{n}}{kT}}\right)},
где {\displaystyle E_{F}} — энергия Ферми, {\displaystyle k} — постоянная Больцмана, {\displaystyle T} — температура. Полная концентрация есть сумма {\displaystyle N_{s,n}} по всем {\displaystyle n}. Нередко оказывается, что заполнена только нижняя подзона, тогда {\displaystyle N_{s,n}\approx 0} для {\displaystyle n>1}. На границах ямы ({\displaystyle z=0} и {\displaystyle z=d}) плотность заряда обычно мала, а для ямы с бесконечными стенками она равна нулю.

## Приборы с квантовыми ямами
Благодаря особенностям поведения плотности состояний двумерной системы, применение квантовых ям позволяет улучшить характеристики некоторых оптических и электронных приборов. Структуры с квантовыми ямами широко используются в лазерных диодах, в полупроводниковых лазерах красного излучения для применения DVD и лазерных указках, лазерах инфракрасного излучения для оптических передатчиков и в синих лазерах синего излучения. Также используются в транзисторах с высокой подвижностью электронов используемых в малошумящей электронике. В некоторых детекторах инфракрасного излучения также примененяются квантовые ямы.
Примененяются и более сложные структуры с квантовыми ямами. Например, резонансно-туннельный диод использует квантовую яму между двумя барьерами для создания участка отрицательного дифференциального сопротивления на вольт-амперной характеристике диода.